# Tinea munita
Tinea munita is een vlinder uit de familie van de echte motten (Tineidae). De wetenschappelijke naam van de soort werd in 1932 gepubliceerd door Edward Meyrick.